# هاتون گیبسون
هاتن پیتر گیبسون (به انگلیسی: Hutton Peter Gibson) (متولد ۲۶ اوت ۱۹۱۸ – درگذشته ۱۱ مهٔ ۲۰۲۰) یک نویسنده آمریکایی و همچنین جانباز جنگ جهانی دوم بود. او یک قهرمان بزرگ و پدر ۱۱ کودک است که یکی از آنها بازیگر و کارگردان مشهور مل گیبسون می‌باشد.